# 미라다 데 무헤르
《미라다 데 무헤르》(스페인어: Mirada de mujer)은 1997년부터 1998년까지 방영된 멕시코의 텔레노벨라이다.